# Fort van Roppe
Het Fort van Roppe (eigenlijk: Fort Ney) is een fort dat deel uitmaakt van de vestingwerken van de gefortificeerde regio van Belfort in het noordoosten van Frankrijk. Het tussen 1875 en 1877 gebouwde fort staat in een bergachtige regio, die na de Frans-Duitse Oorlog ternauwernood in Franse handen bleef. Het fort speelde een beperkte rol gedurende de Tweede Wereldoorlog, en is heden ten dage verlaten.

## Omschrijving
Het Fort van Roppe bevindt zich op de top van een heuvel in de nabijheid van het plaatsje Roppe, net iets noordelijk van Belfort. Het fort is zo geplaatst dat het de mogelijkheid geeft de weg naar Colmar onder controle te houden (dit tezamen met het fort in Giromagny), en eveneens een oogje op de weg naar Bazel te kunnen houden. Daarnaast kon vanuit dit fort de flank van de forten in Bessoncourt en Salbert beschermd worden. Het rechthoekige fort had een garnizoen van zo'n 650 soldaten, en was uitgerust met een vijftigtal artilleriestukken. Deze kanonnen stonden in de open lucht op de muren en in een kazemat op het terrein.

## Geschiedenis
Na het Franse verlies in de oorlog van 1870 werd Belfort gekozen als locatie voor een nieuwe primaire verdedigingslinie tegen vijandige invasies vanuit de door Pruisen geannexeerde provincies Elzas en Lotharingen. De fortificaties maakten deel uit een groter netwerk van nieuwe forten die werden gebouwd op bevel van Raymond Adolphe Séré de Rivières. Het doel was om van Belfort een zwaar gefortificeerd kamp te maken. Na de Eerste Wereldoorlog kreeg Frankrijk de regio’s Elzas en Lotharingen terug, waarmee de gefortificeerde regio van Belfort opeens een stuk verder van de grens met Duitsland kwam te liggen. Daardoor lag de verdedigingslinie eveneens een stuk minder strategisch ten opzichte van de grens, en werd grotendeels nutteloos.

## Tegenwoordig
Het fort werd na nog een heel klein rolletje in de Tweede Wereldoorlog gespeeld te hebben verlaten door het Franse leger, dat overigens nog wel eigenaar van het terrein is en officieel bezoek aan het terrein verbiedt. Dat heeft het gebied er niet van weerhouden om een walhalla voor Urbexers te worden.